# Ophioglycera archeri
Ophioglycera archeri är en ringmaskart som beskrevs av Tebble 1955. Ophioglycera archeri ingår i släktet Ophioglycera och familjen Goniadidae. Inga underarter finns listade i Catalogue of Life.